# Districte de Turčianske Teplice
El districte de Turčianske Teplice - (eslovac) Okres Turčianske Teplice - és un dels 79 districtes d'Eslovàquia. Es troba a la regió de Žilina. Té una superfície de 392,84 km², i el 2013 tenia 16.244 habitants. La capital és Turčianske Teplice.

## Demografia
| Godina             | 1994   | 2004   | 2014   | 2024   |
| ------------------ | ------ | ------ | ------ | ------ |
| Nombre de persones | 16.951 | 16.710 | 16.204 | 15.646 |
| Diferència         |        | −1,42% | −3,02% | −3,44% |

| Godina             | 2023   | 2024   |
| ------------------ | ------ | ------ |
| Nombre de persones | 15.753 | 15.646 |
| Diferència         |        | −0,67% |

## Llista de municipis

### Ciutats
- Turčianske Teplice

### Pobles
Abramová | Blažovce | Bodorová | Borcová | Brieštie | Budiš | Čremošné | Dubové | Háj | Horná Štubňa | Ivančiná | Jasenovo | Jazernica | Kaľamenová | Liešno | Malý Čepčín | Moškovec | Mošovce | Ondrašová | Rakša | Rudno | Sklené | Slovenské Pravno | Turček | Veľký Čepčín
1. 1 2  «Počet obyvateľov podľa pohlavia - obce (ročne) [om7102rr_obce=AREAS_SK]».   Statistical Office of the Slovak Republic, 31-03-2025. [Consulta: 31 març 2025].